# III. Lupin: Cagliostro kastélya
A III. Lupin: Cagliostro kastélya (ルパン三世 カリオストロの城; Rupan szanszei: Karioszutoro no Siro; Hepburn: Rupan Sansei: Cagliostro no Shiro; angolul: The Castle of Cagliostro) 1979-ben bemutatott japán animációs kalandfilm, melyet Hayao Miyazaki rendezett. A japán rendezőn által rendezett animében III. (Arsène) Lupin áll a főszerepben. A karaktert a manga író/rajzoló Monkey Punch III. Lupin sorozatából vették át. Ez volt Miyazaki első nagyjátékfilmje, melyet megelőzően a III. Lupin animációs sorozat több részét is ő rendezte.

## Cselekmény
Egy sikeres kaszinórablás után III. Lupin és társa, Daisuke Jigen  rájönnek, hogy a lopott pénz valójában hamis, úgynevezett  kecskepénz, amit egy apró országban, Cagliostroban nyomtatnak. Célba veszik tehát ezt a független ENSZ tagállamot, és útközben egy autós üldözés során találkoznak Clarisse kisasszonnyal, akit Cagliostro grófja raboltat el. Lazare d'Cagliostro el akarja venni a lányt erőszakkal, hogy a több mint 400 évvel ezelőtt kettévált Cagliostro család újra egyesüljön. Lupin elhatározza, hogy megmenti a lányt, majd leleplezi Cagliostroban működő pénzhamisítást. Időközben az Interpol egy osztaga is Cagliostroba érkezik, de ők mit sem tudva a pénzhamisításról Lupin-t üldözik. Ezek után a történet  a lány kiszabadítása, az esküvő megakadályozása és a pénzhamisítás leleplezése köré orientálódik.

## Szereplők
| Szereplő                         | Japán hang          | Angol hang                                    | Angol hang                             | Magyar hang        |
| Szereplő                         | Japán hang          | Streamline Pictures, 1992                     | Animaze/Manga Entertainment            | Magyar hang        |
| -------------------------------- | ------------------- | --------------------------------------------- | -------------------------------------- | ------------------ |
| III. Arsène Lupin                | Jamada Jasuo        | Bob Bergen                                    | David Hayter (Sean Barker)             | Molnár Levente     |
| Clarisse d'Cagliostro kisasszony | Simamoto Szumi      | Joan-Carol O'Connell Barbara Goodson (fiatal) | Bridget Hoffman (Ruby Marlowe)         | Molnár Ilona       |
| Lazare d'Cagliostro gróf         | Isida Taró          | Michael McConnohie                            | Kirk Thornton (Sparky Thornton)        | Vass Gábor         |
| Daisuke Jigen                    | Kobajasi Kijosi     | Steve Bulen                                   | John Snyder (Ivan Buckley)             | Pusztaszeri Kornél |
| Koichi Zenigata nyomozó          | Naja Goró           | David Povall                                  | Kevin Seymour (Dougary Grant)          | Kárpáti Levente    |
| Fujiko Mine                      | Maszujama Eiko      | Edie Mirman                                   | Dorothy Elias-Fahn (Dorothy Melendrez) | Náray Erika        |
| XIII. Goemon Ishikawa            | Makio Inoue         | Steve Kramer                                  | Michael Gregory                        | Kováts Dániel      |
| Jodo                             | Nagai Icsiró        | Jeff Winkless                                 | Milton James (Richard Barnes)          | Fekete Zoltán      |
| Gustav                           | Cuneizumi Tadamicsi | Kirk Thornton                                 | Joe Romersa                            | Bolla Róbert       |

További magyar hangok: Barabás Kiss Zoltán, Fehér Péter, Rosta Sándor

## Információs oldalak
- III. Lupin: Cagliostro kastélya  az Anime News Network enciklopédiájában (angolul)
- III. Lupin: Cagliostro kastélya az Internet Movie Database oldalon (angolul)
- III. Lupin: Cagliostro kastélya az AllMovie oldalon (angolul)
- III. Lupin: Cagliostro kastélya a Rotten Tomatoes oldalon (angolul)

- III. Lupin: Cagliostro kastélya a FilmAffinity oldalon (angolul)
- III. Lupin: Cagliostro kastélya a TV Tropes oldalon (angolul)
- III. Lupin: Cagliostro kastélya a Behind The Voice Actors oldalon (angolul)